# Sân bay Moroto
Sân bay Moroto (ICAO: HUMO) là một sân bay ở Moroto, Uganda.